# Der Ochsenkrieg
Der Ochsenkrieg er en tysk stumfilm fra 1920 af Franz Osten.

## Medvirkende
- Thea Steinbrecher som Jula
- Fritz Greiner
- Carl Dalmonico
- Lia Eibenschütz
- Fritz Kampers
- Ernst Rückert
- Katharina Schratt
- Thelma Votipka